# Alberto Camaqui Mendoza
Alberto Camaqui Mendoza nació el 6 de agosto de 1955 en la comunidad de Morocomarca del Aillu Laymi, Municipio de Uncía, norte de Potosí, del departamento de Potosí, Bolivia. Falleció el 3 de diciembre de 2017. Fue un líder indígena, político, ideólogo de los ayllus, e impulsor de la sabiduría de los pueblos indígenas de Bolivia.
Fue un destacado líder indígena que impulsó la reconstitución de Aillus en Bolivia.
Fundó en 1993, junto a los comunarios de los ayllus, la Federación de Aillus Originarios e Indígenas del Norte de Potosí (FAOI-NP), y fue el primer Kuraj Mallku (máxima autoridad) de esta organización.
Lideró la “Marcha de los ponchos rotos” en 1994 para que el Estado reconociera a los Aillus como organizaciones ancestrales y con derechos territoriales.
Es fundador del Consejo Nacional de Aillus y Markas del Qullasuyu (CONAMAQ) en 1997, que aglutina a varios Suyus (naciones) de Bolivia.
Asimismo fue un actor clave en la pacificación de la “guerra de ayllus” entre Laymi y Qaqachaca que cobró la vida de centenares de comunarios.
Fue Viceministro de Medicina tradicional y Salud Intercultural en 2010 hasta 2014.

## Biografía
Alberto Camaqui Mendoza nació el06 de agosto 1955 en la comunidad de Morocomarca del Aillu Laymi, (nación Charkas), del departamento de Potosí.
Sus primeros años de escolaridad lo hizo en su comunidad de Morocomarca, luego se fue a Challapata (Oruro) a continuar sus estudios de colegio. Sin embargo, por falta de recursos económicos tuvo que abandonar el colegio. Volvió al campo a trabajar la tierra con sus padres. Posteriormente tuvo la oportunidad de estudiar una carrera graduándose como Enfermero. Fue uno de los primeros profesionales de su Aillu, y ejerció como personal de salud en la única posta sanitaria del Aillu, cuidando la salud de familias de las comunidades. Fue un líder activo con su comunidad y su ayllu, lo que le permitió conocer a profesionales de salud y líderes con los que se formó políticamente. En 1988 ingresó a trabajar en EVESS KALLPA  una ONG que estaba conformado por profesionales de distintos ayllus.
Su formación política fue adquiriendo mayor relevancia, siendo consciente de la realidad de opresión que sufrían los pueblos originarios. Fue influido por el indianismo y katarismo de entonces. Admiraba a Tomas Katari, un líder indígena del siglo XVIII.
Por lo que empieza a cuestionar la imposición del sindicalismo campesino en las comunidades, por ser foráneas y opresoras a las organizaciones ancestrales como los ayllus. Ante esto, Alberto Camaqui y las comunidades de la región deciden fundar la Federación de Aillus Originarios del Norte de Potosí (FAO-NP) en 1993, posteriormente denominada FAOI-NP, por el aumento de la palabra Indígena.
Fue el primer Kuraj Mallku (máxima autoridad) de esta nueva organización, fueron la primera directiva junto a otros líderes como Perfecto Gonzales del Aillu Phanacachi. Lideró la “Marcha de los ponchos rotos” en 1994 para que el Estado reconociera a los Aillus como organizaciones ancestrales y con derechos territoriales.
Posteriormente junto a otros líderes y ayllus de Bolivia fundó en 1997 el Consejo Nacional de Aillus y Markas del Qullasuyu (CONAMAQ), que aglutina a varios Suyus (naciones) de Bolivia. Siendo también uno de los primeros Mallkus de esta organización.
Asimismo fue un actor clave en la pacificación de la “guerra de ayllus” entre Laymi y Qaqachaca en los años 90 y parte del año 2000, que cobró la vida de centenares de comunarios.
Su lucha incansable por los derechos indígenas, y por el reconocimiento de los saberes de los pueblos indígenas originarios le permitió escribir libros sobre la medicina indígena en Bolivia.
Por los conocimientos que tenía sobre la medicina tradicional y también de la medicina académica, fue invitado a ser  Viceministro de Medicina tradicional y Salud Intercultural entre 2020 y 2014 en el gobierno de Evo Morales.

## Vida política
Al haber recibido una influencia del indianismo y katarismo de entonces empieza a concebir al sindicalismo campesino como un obstáculo y una trampa para las comunidades indígenas. Indicaba que era Europea y colonial, que no era una organización originaria, y solo serviría para el sometimiento y no para la liberación de los pueblos.
Por lo que elaboró un Documento Político, junto a otros líderes, que fue presentado al Congreso Sindical de Huancarani (Provincia Chayanta) en 1989. El documento es aprobado por unanimidad por las bases. Dicho documento luego se conocería como la tesis de Huancarani, que fue el semillero ideológico que permitió avanzar en la reconstitución de la organización, la cultura y la visión política de Aillus.
En el Congreso Sindical de Sacaca de 1993 ante la negativa de los sindicalistas de dejar los cargos dirigenciales y no permitir que surja el Aillu, los líderes y bases de las comunidades abandonan el Congreso, con lo que se rompe definitivamente con el sindicalismo campesino. Por lo que el 29 de agosto de 1993 se fundó la Federación de Aillus Originarios Indígenas del Norte de Potosí (FAOI-NP) en Pista pampa, Uncia.
Al ser un destacado líder y un ideólogo del Aillu, Alberto Camaqui Mendoza es posesionado por las bases como primer Kuraj Mallku de esta nueva organización. Con la fundación de la FAOI-NP las comunidades recuperaban su memoria de ser ayllus e impulsaron la RECONSTITUCION DE LOS AYLLUS en toda la región.
Pero la reacción de los campesinos sindicalistas fue brutal. Con el silencio de las instancias del Estado y el apoyo de los partidos políticos como el MIR, MNR y el MBL persiguieron a los líderes de los ayllus que impulsaban la reconstitución de los ayllus. El saqueo de viviendas, intentos de asesinato, violencia física colectiva (waykhia) fueron situaciones que sufrieron los impulsores de los ayllus, principalmente el Kuraj Mallku Alberto Camaqui quien resultó golpeado gravemente en varias oportunidades por los sindicalistas. Incluso hubo comunidades que sufrieron la quema de todas sus viviendas. Sin embargo,  ya varios ayllus reconstituidos lo defendían, incluido su Aillu (Laymi). Posteriormente el sindicalismo campesino se fue debilitando y fueron los ayllus quienes se fortalecían con los procesos de reconstitución.  
A pesar de esta arremetida el Kuraj Mallku Alberto Camaqui continuó con su lucha exigiendo al Estado el reconocimiento de los Aillus en Bolivia como sujetos colectivos de derecho. 
Por lo que lideró la marcha histórica de los “Ponchos rotos” en 1994 en un contexto colonial y neoliberal. Pues marcharon contra las disposiciones del Estado como la Ley de Participación Popular que ignoraban a los ayllus como organización social ancestral. La movilización consiguió que se reconozcan a los ayllus como personas jurídicas, además de evitar la división de los ayllus en diferentes municipios, que en realidad significaba la extinción de los Aillus. En esta marcha los ayllus ya proponían el cambio de la Constitución Política del Estado para un reconocimiento pleno de los pueblos indígenas.
Posterior a esta lucha, Alberto Camaqui promueve, junto con otros ayllus, la creación de una organización de ayllus a nivel nacional. Por lo que en 1997 se funda el Consejo Nacional de Aillus y Markas del Qullasuyu (CONAMAQ), en la que es posesionado como Arquiri Apu Mallku una de sus máximas autoridades de esta nueva organización. Su lucha continuó en los siguientes años en la defensa de los derechos indígenas y la RECONSTITUCIÓN DE AYLLUS.
Su posición política e ideológica fue que la organización del CONAMAQ y todas las organizaciones de los ayllus mantengan su independencia política-ideológica y construyan su propio autogobierno indígena en todos los territorios ancestrales.
También fue un actor clave e impulsor para la pacificación en la ch’axwa (guerra de ayllus), un enfrentamiento armado entre el Aillu Laymi (Potosí) y Marka Qaqachaca (Oruro) que cobró la vida de centenares entre los dos bandos. Su participación como líder y Autoridad Originaria fue importante en diferentes mesas de diálogo.
En años siguientes se dedicó a revalorizar los saberes indígenas, en particular la medicina tradicional. Escribió el libro: Plantas medicinales de Tinguipaya publicado en 2007 junto con el proyecto Willajkuna, que promovía la salud intercultural. Por su destacada labor en favor de los saberes indígenas fue invitado en 2010 para ser Viceministro de Medicina Tradicional y Salud Intercultural, cumpliendo esta función hasta 2014. En su gestión impulsó la aprobación de la Ley N° 459 de Medicina Tradicional Ancestral Boliviana promulgado en 2013 que hoy está vigente. También escribió el libro Plantas Medicinales de Bolivia junto con Polini Giuseppe, publicado en 2018 después de su fallecimiento.
Falleció el 2 de diciembre de 2017 por una complicación médica. Estuvo casado con Rosenda Rojas Caricari y tuvo seis hijos. Dedicó su vida a la RECONSTITUCIÓN de AYLLUS en Bolivia, que estuvo olvidada durante muchos siglos. Recuperando la memoria histórica de los Aillus.
Es considerado como el líder de la tercera rebelión indígena del norte de Potosí, siendo el primero el  de Tomas Katari, y el segundo la rebelión de 1927.

## Reconocimientos
- Reconocimiento de Médicos Tradicionales de Bolivia 2012 por haber impulsado la sabiduría y  uso de la medicina tradicional.
- Reconocimiento póstumo de la FAOI-NP en 2022 por ser el fundador de la organización de Aillus, frente a autoridades nacionales.
- Reconocimiento póstumo del CONAMAQ en 2021 por ser uno de los fundadores e impulsores de la reconstitución de Aillus en Bolivia.

## Libros escritos
- Plantas medicinales de Tinguipaya,[5] 2007.
- Plantas medicinales de Bolivia, 2018.[6] Este se publicó ya después de su fallecimiento.